# Nassim Si Ahmed
Nassim Si Ahmed (Nimes, Gard; 3 de junio de 1988) es un actor francés.

## Biografía
Nació el 3 de junio de 1988 en Nimes, Francia. Menor de una familia de cuatro hermanos, Nassim Si Ahmed creció en Nimes, cerca de Mas de Mingue, distrito en el que vivió durante toda su escolarización desde la educación primaria hasta la universidad. Habiendo terminado sus estudios de bachillerato y después de cursar un año de Derecho, se muda a París, con el objetivo de convertirse en actor.
En 2009, ganó el Campeonato de Francia junior de kickboxing, categoría 67 kilos, en la sala Japy Paris 11×10{{{1}}}. Se trasladó a París y se presentó a varios cástines mientras desempeñaba diversos puestos de trabajo de forma paralela como vendedor de comida rápida o camarero, antes de ser descubierto por el director Tristan Aurouet que le confió uno de los papeles principales, junto a Jean-Hugues Anglade y Gilles Lellouche en Mineurs 27 en 2011.
En 2012, interpreta el papel de Malik, un joven metrosexual de buen físico, en la primera temporada de la serie Les Lascars, dirigida por Tristan Aurouet, pero también en la web-serie En passant pécho donde el encarna a Cokeman, un aficionado a los estupefacientes « completamente loco ». En 2014, forma junto con Xavier Robic una pareja homosexual en la telenovela estival de France 2 titulada Hôtel de la plage.
En 2013, interpreta un papel secundario junto a Eddy Mitchell y Reda Kateb en Les Petits Princes de Vianney Lebasque, antes de encabezar el cartel de Made in France, una película de Nicolas Boukhrief sobre el terrorismo. En este filme interpreta a Driss, un joven de barrio manipulado para formar parte de una célula yihadista.
En 2016 participa en la serie original de Netflix Marsella, primera serie que produce esta compañía en Francia y con distribución simultánea en todos los mercados donde opera. En la serie, Nassim se pone en la piel de un joven delincuente que se enfrenta a su mejor amigo por el amor de la hija del alcalde con fatales consecuencias.

## Filmografía

### Cine
- 2011 : Mineurs 27 de Tristan Aurouet : Wilson
- 2013 : Les Petits Princes de Vianney Lebasque : el joven artista
- 2014 : Junk Love de Pierre de Suzzoni
- 2015 : Made in France de Nicolas Boukhrief : Driss
- 2025 : Ad Vitam de Rodolphe Lauga : Ben

### Cortometrajes
- 2010 : The Corner de Mustafa Mazouzi : el boxeador
- 2014 : La nuit est faite pour dormir deAdrien Costello : Karim
- 2015 : J’marche pas en arrière de Barthélémy Grossmann : Nassim

## Televisión

### Series
- 2012 : Talons aiguilles et bottes de paille 26 épisodes de Bruno Bontzolakis, Alexis Charrier et Philippe Dajoux : Elliot
- 2012-2014 : Les Lascars 24 episodios de Tristan Aurouet y Barthélémy Grossmann : Malik
- 2012-2016 : En passant pécho, 8 episodios de Ken et Ryu : Cokeman
  - 2012 : Le film de boule est-il une drogue?
  - 2012 : À propos du Mojo
  - 2013 : Carotte cellule
  - 2013 : Bande de bollos
  - 2014 : Y’a les keufs
  - 2014 : Tape de ouf
  - 2015 : Un bête de plan
  - 2016 : Qui veut épouser Cokeman?
- 2013 : Léo Matteï, Brigade des mineurs, episodio Les yeux dans le dos d'Alexis David : ladrón
- 2014 : Hôtel de la plage, 6 episodios de Christian Merret-Palmair : Omar
- 2014 : Qui met le coco ?, 1 episodio de Ruddy Laporal
- 2015 : American Dream de Barthélémy Grossmann : Mehmet (En posproducción)
- 2016 : Marsella, 8 episodios de Florent Emilio Siri y Thomas Gilou, para Netflix : Selim

### Videoclips
- 2014 : Hugo de Jacynthe, dirigido por Synapson
- 2014 : Suicide commercial de Lino
- 2016 : Sphynx de La Femme, dirigido por La Femme y Aymeric Bergada du Cadet